# بلک هاربر، نیوبرانزویک
بلک هاربر، نیوبرانزویک (به انگلیسی: Blacks Harbour, New Brunswick) یک منطقهٔ مسکونی در کانادا است که در Charlotte County واقع شده‌است. بلک هاربر ۸٫۹۰ کیلومتر مربع مساحت و ۹۸۲ نفر جمعیت دارد.